# Alexandre Colonna-Walewski

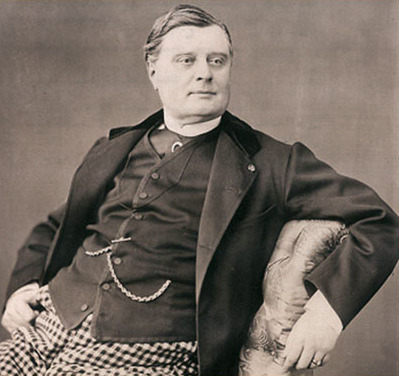
Alexandre Joseph Graf von Colonna-Walewski

Graf Alexandre Florian Joseph de Colonna-Walewski (* 4. Mai 1810 in Walewice bei Warschau; † 27. Oktober 1868 in Straßburg) war ein französischer Politiker und Diplomat. Er ist auch bekannt als außerehelicher Sohn Napoleons I. und der Gräfin Maria Walewska. Die Verwandtschaft mit Napoleon konnte 2013 über einen genetischen Abgleich zwischen den Nachkommen von Alexandre und Napoleons Bruder Jérôme Bonaparte nachgewiesen werden.

## Leben

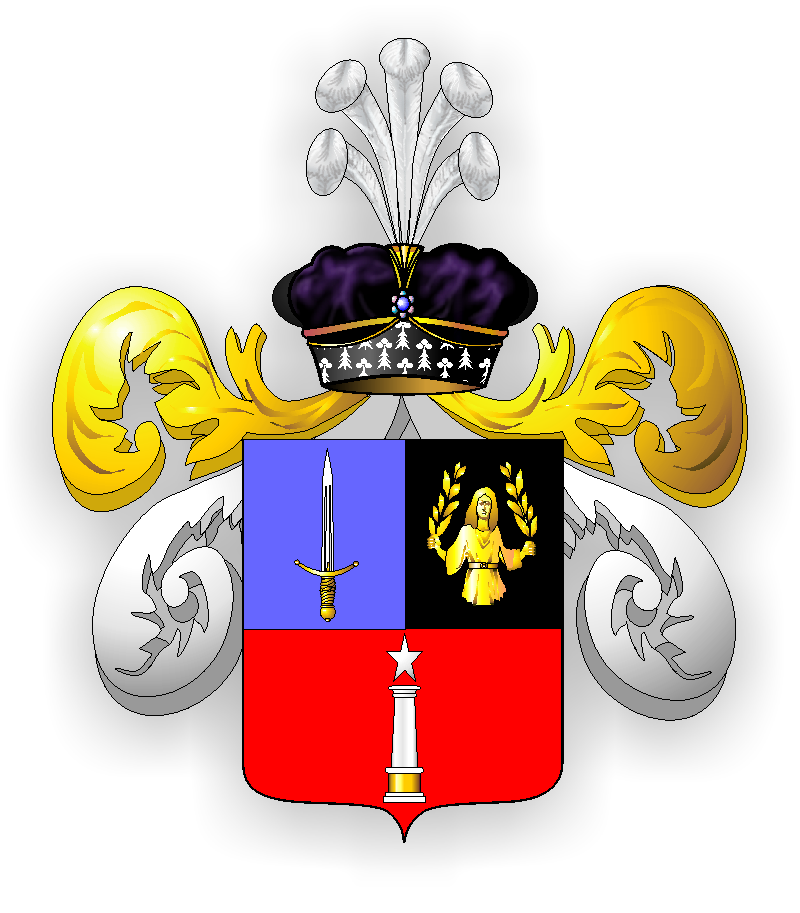
Familienwappen als comte de l’Empire

Von seinem Vater mit dem Titel comte de l’Empire in der Noblesse impériale und einer jährlichen Rente von 160.000 Goldfranken versehen, verlor er 1817 seine Mutter. Sein mütterlicher Großvater, Graf Teodor Marcin Łączyński, nahm ihn mit auf das Familiengut Kiernozia bei Lowitsch in Kongresspolen und schickte ihn später auf eine Privatschule in Genf.
Mit 14 kehrte er nach Polen zurück, wo der russische Statthalter, Großfürst Konstantin Pawlowitsch Romanow, verlangte, dass Alexander in das Pagenkorps als sein persönlicher Adjutant eintreten solle. Alexander weigerte sich, ging wieder nach Genf und kehrte erst 1830 nach Polen zurück, um am Aufstand von 1830 teilzunehmen.
Noch im selben Jahr wurde er, als das Scheitern des Aufstandes absehbar war, zusammen mit Aleksander Wielopolski nach London geschickt, um die Hilfe der britischen Regierung zu erbitten. Von dort erlebte er die Niederlage der Aufständischen. Nach dem Fall von Warschau blieb er zunächst zwei Jahre in London, wo er die britische Aristokratin Caroline Montagu heiratete.
1833 ging er nach Frankreich und trat in die Fremdenlegion der französischen Armee ein. Nach der im Dezember 1833 erfolgten Einbürgerung in Frankreich wechselte er in die reguläre Armee. Er wurde nach Algerien versetzt. 1837 nahm er seinen Abschied und wurde Schriftsteller und Journalist. 1840 schickte ihn König Louis Philippe nach Ägypten; später wurde er mit François Guizot nach Buenos Aires in Argentinien entsandt.
Als sein Cousin Napoléon III. an die Macht kam, trat er in den auswärtigen Dienst und war unter anderem Botschafter in Spanien und Großbritannien. 1855 wurde er zum Außenminister ernannt, was er bis 1863 blieb. 1866 wurde er zum Herzog erhoben und zum Mitglied der Académie des beaux-arts ernannt. Er starb am 27. Oktober 1868 in Straßburg und wurde auf dem Pariser Friedhof Père-Lachaise begraben.

## Auszeichnungen
- 1831: Orden Virtuti Militari
- 1855: Königlicher Seraphinenorden
- 1855: Grand Cordon der Leopoldsorden[4]
- 1856: Großkreuz der Ehrenlegion
- 1856: Schwarzer Adlerorden

## Ehen und Kinder

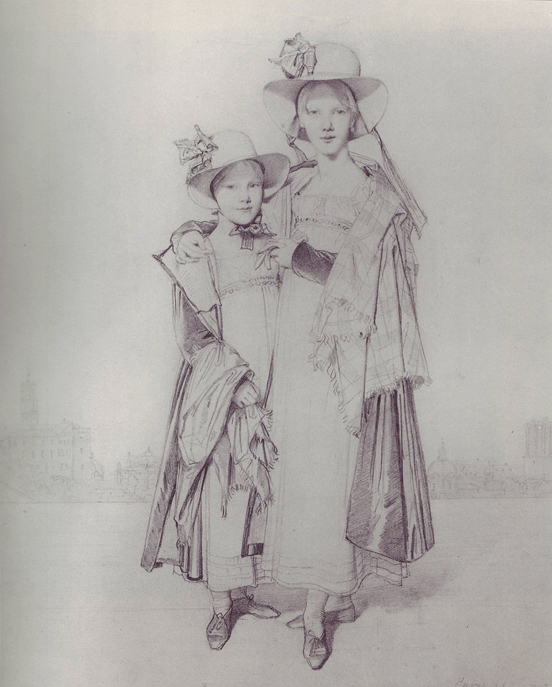
Links die siebenjährige Catharine Caroline Montagu; Bleistiftzeichnung von Jean Auguste Dominique Ingres

1. Ehe (1. Dezember 1831) mit Catharine Caroline Montagu (1808–1833), Tochter von George John, Earl of Sandwich, und Louisa Mary Anne Harriet Corry:
- Louise Marie Colonna-Walewska
- George Eduard Auguste Colonna-Walewski

Beide starben im Kindesalter.
2. Ehe (4. Juni 1846) mit Anna Maria Ricci, Tochter von Graf Zanobi di Ricci und Isabelle geb. Prinzessin Poniatowska:
- Isabelle Colonna-Walewska
- Charles Colonna-Walewski (1916 ermordet, war unverheiratet und hinterließ keine Kinder)
- Elise Colonna-Walewska
- Eugenie Colonna-Walewska (nach einigen Angaben war Eugenie eine Tochter von Napoléon III.)

Aus der Beziehung mit Rachel Felix:
- Alexandre Antoine Colonna-Walewski (* 1844, vom Vater anerkannt 1844 und adoptiert 1860). Von ihm gibt es viele Nachkommen und durch ihn hat die Linie Napoleon I. bis heute überlebt.